# Prétot-Vicquemare
Prétot-Vicquemare is een gemeente in het Franse departement Seine-Maritime (regio Normandië) en telt 134 inwoners (1999). De plaats maakt deel uit van het arrondissement Rouen.

## Geografie
De oppervlakte van Prétot-Vicquemare bedraagt 4,8 km², de bevolkingsdichtheid is 27,9 inwoners per km².
De onderstaande kaart toont de ligging van Prétot-Vicquemare met de belangrijkste infrastructuur en aangrenzende gemeenten.

## Demografie
Onderstaande figuur toont het verloop van het inwonertal (bron: INSEE-tellingen).

## Geboren
- André Raimbourg, alias Bourvil (1917-1970), acteur